# René Riesel
René Riesel es un campesino francés nacido en 1950 en Argel, conocido por ser un comprometido militante y pensador radical.

## Biografía
Tras la independencia de Argelia, René Riesel llega a París en 1962 con su familia. Primeramente anarquista, René Riesel se fue acercando a los análisis situacionistas y participó en las escisiones de 1967 en el seno del movimiento anarquista francés. Participó y dio nombre a principios de 1968 a Enragés, pequeño grupo de agitadores que acabaría desempeñando un papel determinante en los inicios y estilo del movimiento de las ocupaciones de mayo de 1968 en Francia. Admitido en la Internacional Situacionista en junio de 1968, es excluido en otoño de 1971.
Desde 1973 vive en el campo. Ganadero de carneros desde 1982, entró en la Confederación campesina (confederation paysanne) en 1991, en la cual ejerció el puesto de secretariado nacional desde 1995 hasta marzo de 1999. Ha sido condenado, junto a José Bové y Francisco Roux, a ocho meses de prisión con remisión condicional por un sabotaje en enero de 1998. Perseguido por Monsanto por la destrucción de material de experimentación de maíz y de soja transgénicos en otoño de 1998; investigado junto a José Bové y Dominique Soulier por el sabotaje del CIRAD (Centro internacional de investigación en agronomía y desarrollo) de Montpellier, en el marco de la Caravana intercontinental en cuya coordinación había tomado parte.
Rechazando toda compromisión con el Estado, René Riesel expresó sus desacuerdos con José Bové a partir de que éste se convirtiera en una personalidad mediática tras su encarcelamiento por la destrucción parcial del McDonalds de Millau en septiembre de 1999. Por estos mismos hechos, René Riesel también fue encarcelado pero no pidió el indulto al presidente Jacques Chirac, a diferencia de José Bové.
A finales de los años 90, se ha acercado al grupo postsituacionista Encyclopédie des Nuisances (Jaime Semprún, Miguel Amorós, etc.), analizando el combate que hay que llevar hoy en día en términos de "sociedad industrial" y de "tecnología" enemiga del Hombre, relegando la lucha anticapitalista.
Hoy, es campesino ganadero de ovejas en la meseta calcárea de Méjean en Lozère. El 2 de marzo de 2010 fue interrogado por la gendarmería de Collet-de-Dèze por haberse negado a vacunar su rebaño de ovejas contra la fiebre catarral considerando que la vacuna es un peligro para la salud de sus ovejas. En enero de 2014, René Riesel publica un libro sobre este asunto (Surveiller et guérir les moutons, l'administration du désastre en action).

## Obras publicadas
En español:
- Los progresos de la domesticación, Editorial Muturreko burutazioak, Bilbao, 2003. ISBN 84-96044-30-0
- Catastrofismo, administración del desastre y sumisión duradera, en colaboración con Jaime Semprún, Pepitas de Calabaza, Logroño, 2011.

En francés:
- Los progresos de la sumisión van a una velocidad espantosa, en el diario francés Libération el 4 de febrero de 2001.
- Encyclopédie des Nuisances, Remarques sur l'agriculture génétiquement modifiée et la dégradation des espèces, Paris, 1999. ISBN 2-910386-09-0. (Remarcas sobre la agricultura genéticamente modificada y la degradación de las especies)
- Déclarations sur l'agriculture transgénique et ceux qui prétendent s'y opposer, Editorial Encylopédie des Nuisances, Paris, 2000. ISBN 2-910386-15-5. (Declaraciones sobre la agricultura transgénica y los que pretenden oponerse a ella)
- Aveux complets des véritables mobiles du crime commis au CIRAD le 5 juin 1999, éditions de l'Encyclopédie des Nuisances, Paris, 2001. ISBN 2-910386-16-3. (Confesiones completas de los verdaderos móviles del crimen cometido en el CIRAD el 5 de junio de 1999)
- Du progrès dans la domestication, éditions de l'Encyclopédie des Nuisances, Paris, 2003. ISBN 2-910386-20-1. (Los progresos de la domesticación)
- Catastrophisme, administration du désastre et soumission durable, Éditions de l'Encyclopédie des Nuisances, 2008, 136 p. (con Jaime Semprún). ISBN 978-2-910386-28-3. (Catastrofismo, administración del desastre y sumisión duradera)